# Overstroming van de Maas (1643)

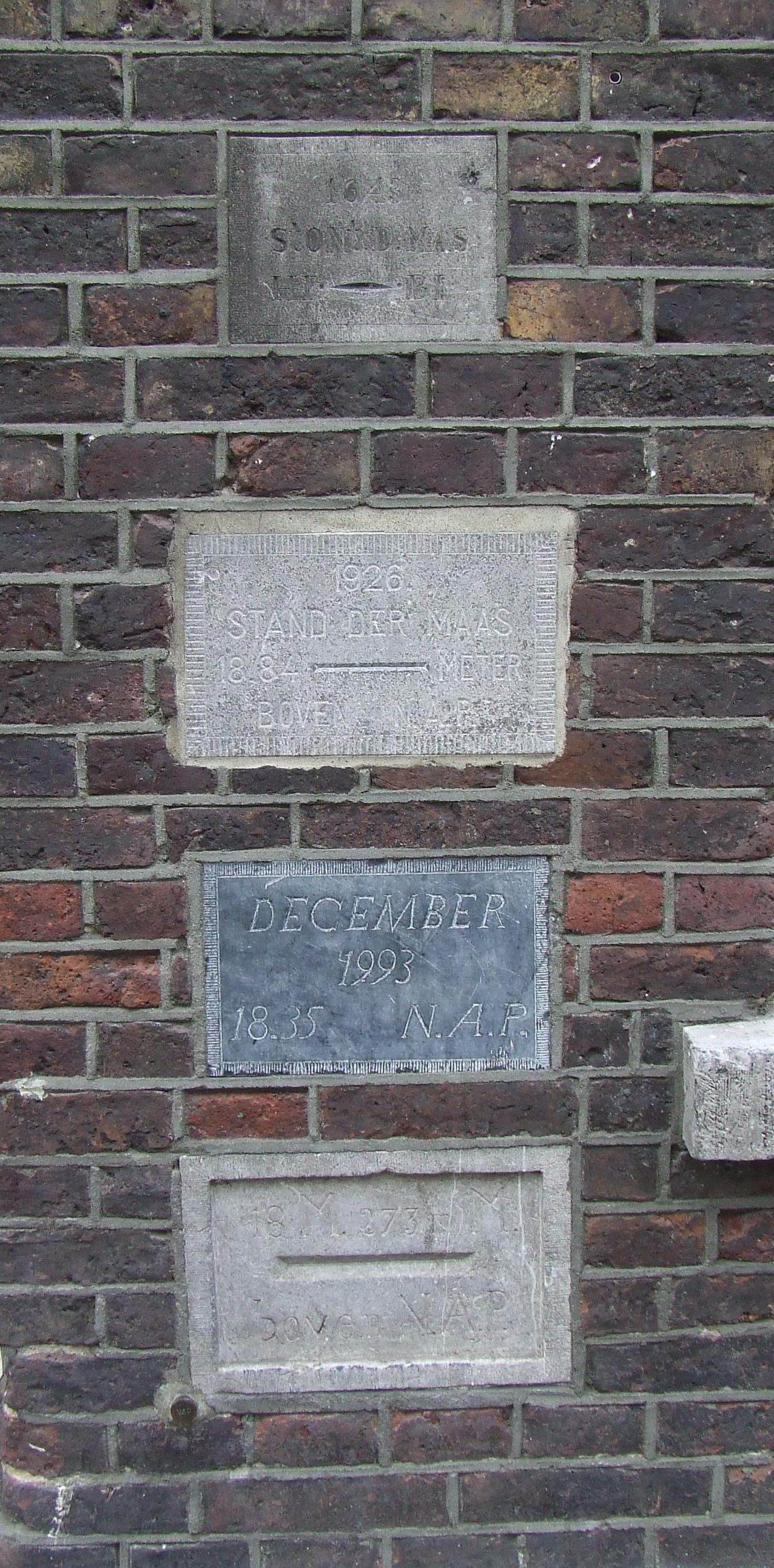
Gedenkstenen met hoogwaterstanden in Venlo met bovenaan de steen uit 1643.

Bij de overstroming van de Maas in 1643 bereikte de Maas haar hoogste waterpeil in eeuwen en ook in de eeuwen daarna zou de Maas nooit meer een dergelijk hoge waterstand bereiken. De vele dijkdoorbraken en overstromingen veroorzaakten enorme schade en kostten honderden mensen het leven. De omvang van de waterafvoer wordt geschat op 3.600 m³/s, meer dan 15 keer zoveel als de gemiddelde afvoer van de Maas.
In Hoei werden door het hoge water fabrieken, molens en 200 huizen vernield en kwamen tussen de 65 en 80 mensen om het leven. De cisterciënzerinnenabdij van Val-Benoît onder Luik overstroomde en in de stad zelf kwam de wijk Outremeuse geheel onder water te staan. Op 15 januari 1643 stortte de Pont des Arches in, waardoor de Sint-Pauluskerk door de stuwing overstroomde. Het water steeg in de kerk, die destijds op een eiland in de Maas lag, tot 1,35 meter hoog. In de kerk werd een plaquette met jaardicht aangebracht: aLtIVs eXpanso fLVMIne DVXIt aqVas (De overstromende rivier leidde haar water tot deze hoogte) geeft het jaar 1643 aan: L (50) + I (1) + V (5) + X (10) + L (50) + V (5) + M (1000) + I (1) + D (500) + V (5) + X (10) + I (1) + V (5) = 1643.
In Maastricht bereikte de Maas een hoogte van 47,89 meter boven NAP, bijna een meter hoger dan tijdens de grote overstromingen van 1926 en 1993. Bij Meers spoelden de dijken en het oude gedeelte van het dorp weg. Het oude kasteel Elsloo verdween voorgoed in de Maas: de ruïne is bij zeer laag water nog te zien. Het dorp Obbicht werd op 15 januari na een dijkdoorbraak geheel weggespoeld, waarbij mogelijk meer dan 500 doden vielen. Het dorp lag destijds verder naar het westen waar nu het natuurgebied Negenoord ligt, in hedendaags België. De Maas boog vroeger onder Kasteel Obbicht naar het westen af, liep tussen tussen Stokkem en Obbicht naar het noorden en draaide bij Dilsen weer naar het oosten. In Venlo werd het hoogste waterpeil van 19,50 meter boven NAP op 17 januari bereikt, getuige een ingemetselde gedenksteen in de binnenstad waarop vermeld staat dat dit peil op Antoniusdag 1643 bereikt werd; de naamdag van Antonius van Egypte is 17 januari.
838 · 1014 · 1042 · 1134 · 1163 · 1164 · 1170 · 1196 · 1212 · 1214 · 1219 · 1220 · 1221 · 1248/1249 · 1277 · 1280 · 1282 · 1287 · 1288 (I) · 1288 (II) · 1322 · 1334 · 1362 · 1374 · 1375 · 1377 · 1404 · 1421 · 1424 · 1468 · 1477 · 1509 · 1514 · 1530 · 1532 · 1552 · 1566 · 1570 · 1610 · 1643 · 1651 · 1675 · 1682 · 1686 · 1703 · 1717 · 1726 · 1741 · 1775 · 1776 · 1784 · 1799 · 1808 · 1809 · 1820 · 1825 · 1855 · 1861 (I) · 1861 (II) · 1877 · 1906 · 1916 · 1926 · 1953 · 1962 · 1993 · 1995 · 2006 · 2021